# علی‌اکبر صدیف
علی‌اکبر صدیف از هنرمندان ایرانی در زمینه ادبیات و موسیقی ایران می‌باشد. او به سال ۱۳۱۸ خورشیدی در تهران به دنیا آمد.

## زندگی در ایران
علی‌اکبر صدیف از چهارده سالگی به موسیقی علاقه‌مند شد و به آن روی آورد. ابتدا برای یادگیری و نواختن فلوت به کلاس عبدالله جهان‌پناه رفت و نت‌خوانی و نواختن فلوت را نزد حیدر اسماعیلی آموخت، سپس به هنرستان موسیقی ملی رفت و مدت دو سال نزد مهدی مفتاح استاد قانون درس خواند و فن نواختن این ساز را فراگرفت. سپس نزد جلال قانونی به مدت یک سال و نیم تعلیم نواختن ساز قانون را ادامه داد. همزمان، وی با غلامرضا شاهوردی، پرویز فرصت و سیروس فرصت، اسدالله ملک، ابراهیم سلمکی، کاظم رزازان، و امان‌الله تاجیک همکاری و همنوازی داشت.

## همکاری با رادیو
هنوز در کلاس دهم دبیرستان بدر مشغول تحصیل بود که برای همکاری با ارکسترهای رادیو، از وی دعوت بعمل آمد. او برای اولین‌بار با حکم مشیر همایون شهردار، ساز قانون را در رادیو به صدا درآورد و به اتفاق چنگیز عسگر پور، نوازندهٔ فلوت بلند، همکاری خود را با ارکستری به نام «خوزستان» در رادیو آغاز کرد. پس از آن ضمن همکاری با ارکسترهای عباس شاپوری، پرویز یاحقی، همایون خرم، انوشیروان روحانی، حبیب‌الله بدیعی، محمد میرنقیبی، لشکری، حسین صمدی و دیگران… ساز قانون را به عموم معرفی کرد. پس از چندی به همکاری با ارکستر جوانان، ارکستر دانشجویان پرداخت. در سال ۱۳۴۴ در کنار دکتر رضا ناروند، پرویز اتابکی، اسفندیار منفردزاده، و گروهی دیگر از هنرمندان، در اجرای اپرای فتح بابل در تالار فردوسی دانشکده ادبیات دانشگاه تهران همکاری داشت. این همکاری‌ها تا سال ۱۳۴۷ ادامه یافت. او هم‌زمان با کارهای اداری و فعالیت‌های هنری، در دانشکده‌های حسابداری و بازرگانی نیز مشغول تدریس بود و در سال ۱۳۵۰ مسئولیت در اداره کل فعالیت‌های هنری وزارت فرهنگ و هنر را به عهده گرفت و مشغول کار شد.
از دیگر آثار وی می‌توان به ساختن آهنگ‌های فیلم یک قدم تا بهشت ساخته نصرت‌الله وحدت، که توسط مهستی (که در آن زمان خواننده‌ای ناشناس بود) خوانده شد، اشاره کرد. همچنین، علاوه بر ساختن آهنگ برای بسیاری، از صدای ساز قانون صدیف که مورد توجه عموم قرار گرفته بود، در آثار بسیاری از خوانندگان رادیو، تلویزیون، سینما، و «کوچه بازار» بهره برده شد؛ برای نمونه، در آثار افخم، هوشنگ شوکتی، پوران، ایرج، عهدیه، روانبخش، مهستی، ناصر مسعودی، مهین صیادی، عماد رام، گوگوش، امیر رسایی، نرگس، قاسم جبلی، تاجیک، آفت، علی نظری، روح‌پرور، معین، عباس منتجم شیرازی، سوسن، دلجو، و … آوای ساز قانون صدیف شنیده شده‌است.

## مهاجرت به آمریکا
صدیف در سال ۱۳۵۶ جهت ادامه تحصیل و اخذ درجه دکترا به آمریکا رفت. در تمام ایام تحصیل و تدریس و کار در حرفه‌ای خود، کلاس موسیقی داشته و مشغول تعلیم سازهای قانون و عود و تئوری موسیقی بوده‌است.

## ادبیات
علاوه بر فعالیت در عرصه موسیقی، صدیف در زمینه ادبیات نیز فعالیت‌های چشمگیری دارد که از جمله این فعالیت‌ها می‌توان به تآلیف کتاب «حجله سخن» که مجموعه‌ای از اشعار وی است، اشاره کرد. او هم‌چنین در زمینه علم عروض و اصول وزن و قواعد قافیه نیز کتابی با نام «نظام سخن» نگاشته‌است.
وی در حال حاضر نیز بلاگی در زمینه هنر شعر و موسیقی کلاسیک ایرانی اداره می‌کند.